# Kalwaria węgierska

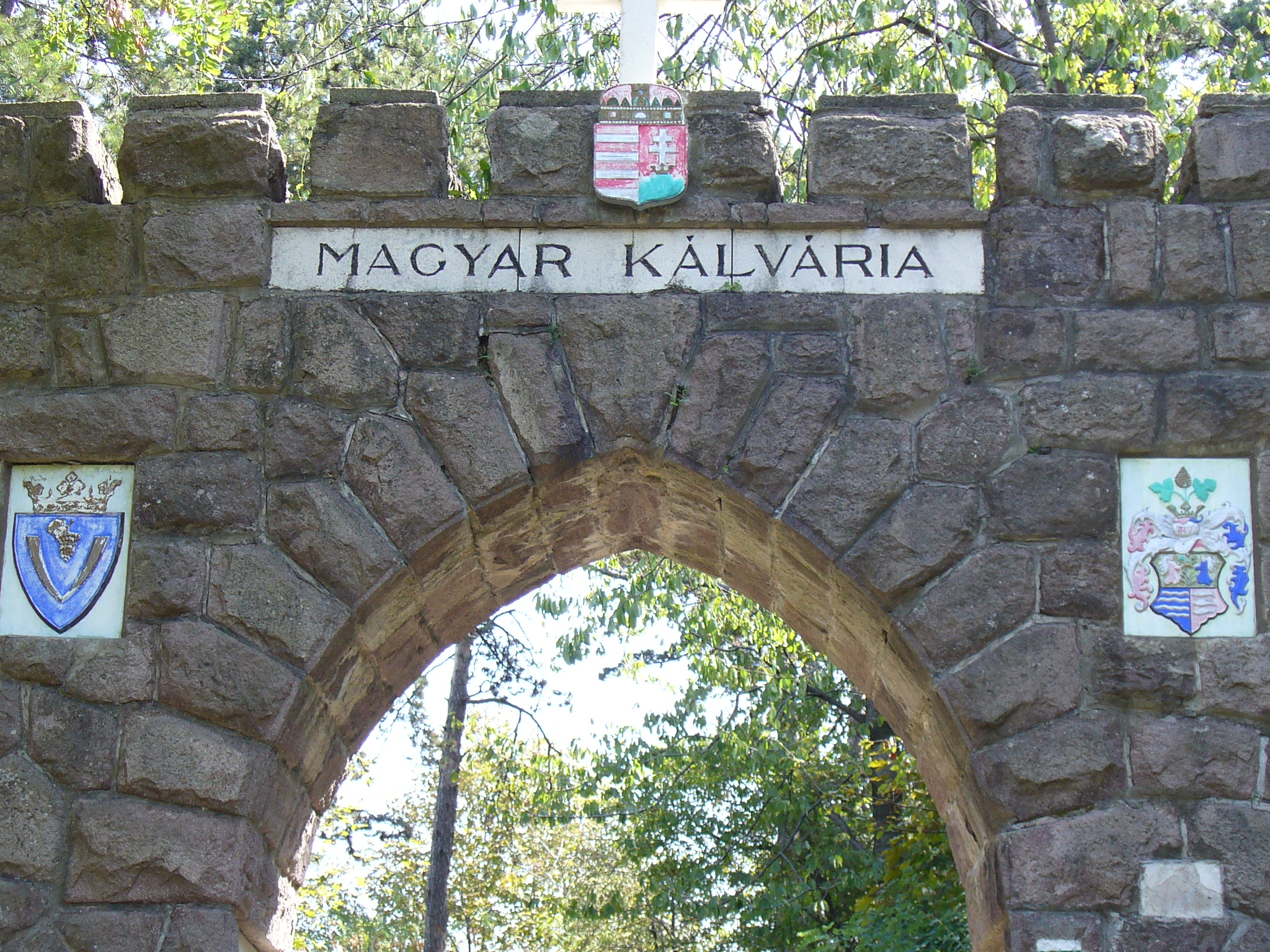
Fragment bramy wejściowej na teren kalwarii

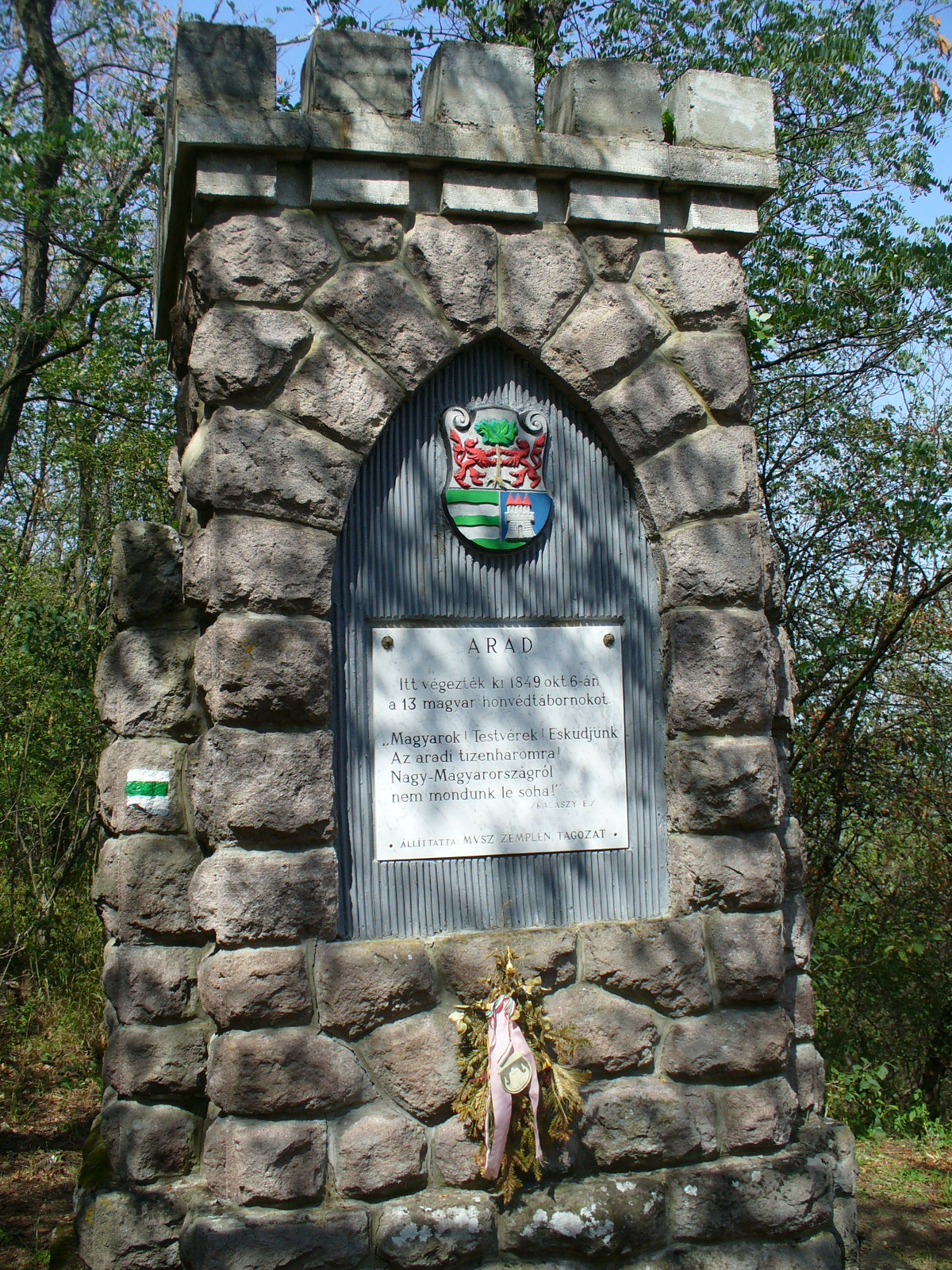
Jeden z pomników (miasto Arad)

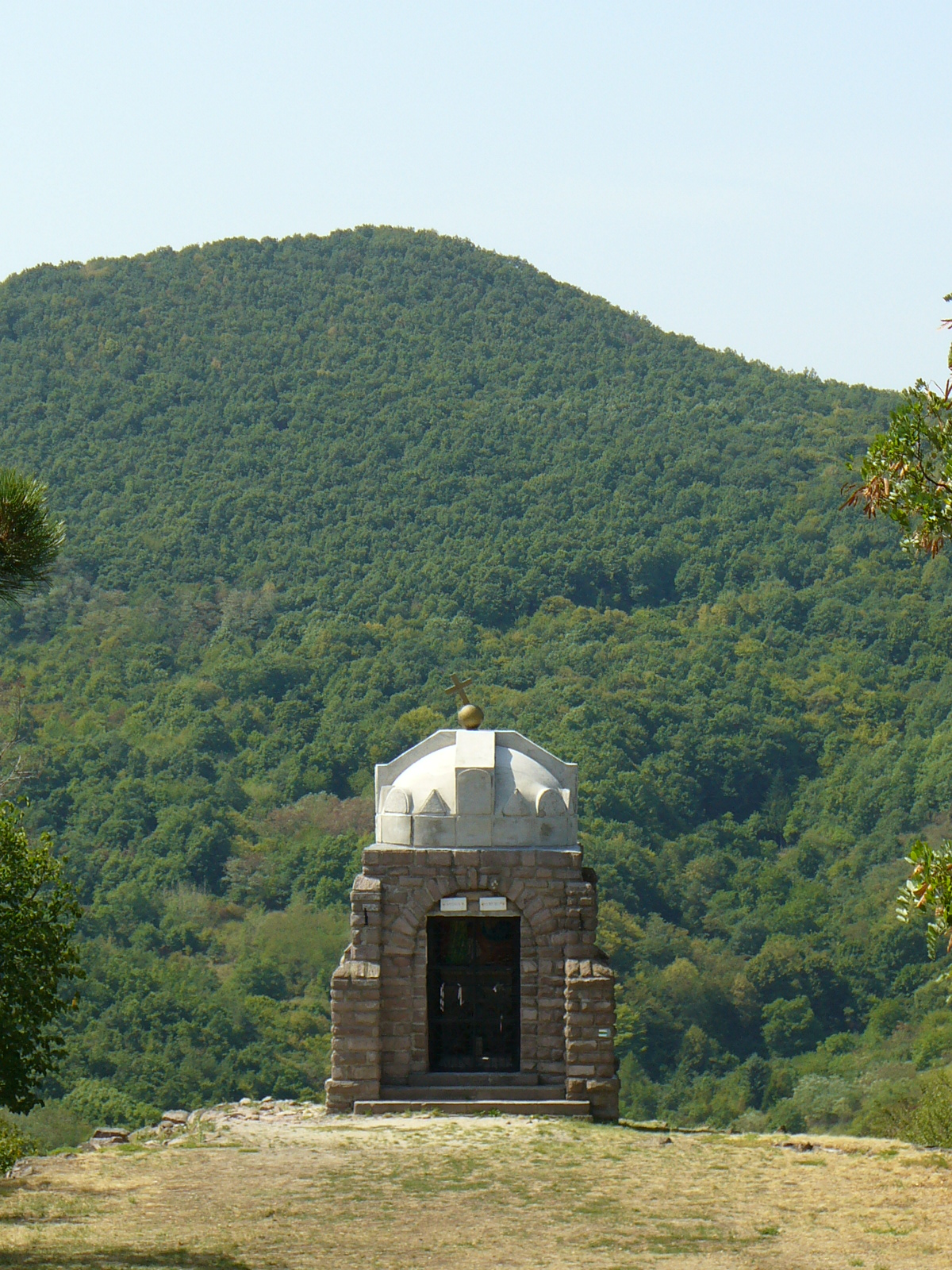
Kapliczka na szczycie - zwieńczenie w kształcie Korony św. Stefana

Kalwaria węgierska (węg. Magyar Kálvária) w Sátoraljaújhely to zespół 14 pomników, ustawionych na wzór kapliczek jak w chrześcijańskich kalwariach, na których upamiętniono 38 miast dawnych Wielkich Węgier, utraconych przez ten kraj w wyniku traktatu w Trianon w 1920.
W 15-lecie tragicznego dla Węgier traktatu ustawiono w Sátoraljaújhely 100 węgierskich flag. Wkrótce potem z publicznych pieniędzy rozpoczęto na pobliskiej górze Szár (Kis-szárhegy) budowę kalwarii, którą otworzono 4 października 1936 roku. Umiejscowienie kalwarii nie było przypadkowe - Sátoraljaújhely położone było tuż nad granicą z Czechosłowacją, gdzie w południowej części żyły tysiące Węgrów oddzielonych od ojczyzny sztuczną granicą.
Murowane, wysokie na ok. 2,5 metra pomniki przypominają kolejne miasta dawnego Królestwa Węgier, które znalazły się poza krajem. Przy każdej nazwie miejscowości znalazła się tablica z cytatem znanego Węgra, podkreślającym węgierskość danej miejscowości lub jej znaczenie w historii. Na niektórych pomnikach znalazły się również herby miast lub komitatów.
Kolejne upamiętnione miejscowości:
Stacja I:
- Kassa (Koszyce) - obecnie w południowo-wschodniej Słowacji,

Stacja II:
- Igló (Spiska Nowa Wieś) - Słowacja, Spisz,
- Podolin (Podoliniec) - Słowacja, Spisz,
- Lőcse (Lewocza) - Słowacja, Spisz,
- Késmárk (Kieżmark) - Słowacja, Spisz,

Stacja III:
- Besztercebánya (Bańska Bystrzyca) - środkowa Słowacja,
- Körmöcbánya (Kremnica) - środkowa Słowacja,
- Selmecbánya (Bańska Szczawnica) - środkowa Słowacja,
- Nyitra (Nitra) - środkowa Słowacja,
- Krasznahorkaváralja (Krásnohorské Podhradie) - Słowacja, Gemer,
- Trencsén (Trenczyn) - zachodnia Słowacja,

Stacja IV:
- Komárom (Komarno) - południowa Słowacja, część dawnego miasta Komárom przedzielonego granicą,

Stacja V:
- Pozsony (Bratysława),

Stacja VI:
- Csíkszereda (Miercurea Ciuc) – Rumunia, Siedmiogród,
- Sepsiszentgyörgy (Sfântu Gheorghe) - Rumunia, Siedmiogród,
- Székelyudvarhely (Odorheiu Secuiesc) - Rumunia, Siedmiogród,
- Kismarton (Eisenstadt) - Austria, Burgenland
- Csáktornya (Čakovec) - północna Chorwacja,

Stacja VII:
- Fiume (Rijeka) - Chorwacja,

Stacja VIII:
- Szabadka  (Subotica) - Serbia, Wojwodina,
- Zenta (Senta) - Serbia, Wojwodina,
- Temesvár (Timișoara) - zachodnia Rumunia,
- Orsova (Orszowa) - południowo-zachodnia Rumunia,
- Vajdahunyad (Hunedoara) - Rumunia, Siedmiogród,

Stacja IX:
- Arad (Arad) - zachodnia Rumunia,

Stacja X:
- Segesvár (Sighișoara) - Rumunia, Siedmiogród,
- Brassó (Braszów) - Rumunia, Siedmiogród,
- Nagyenyed  (Aiud) - Rumunia, Siedmiogród,

Stacja XI:
- Gyulafehérvár (Alba Iulia) - Rumunia, Siedmiogród,
- Marosvásárhely (Târgu Mureș) - Rumunia, Siedmiogród,

Stacja XII:
- Kolozsvár (Kluż-Napoka) - Rumunia, Siedmiogród,

Stacja XIII:
- Szatmárnémeti (Satu Mare) - północna Rumunia,
- Nagyvárad (Oradea) - Rumunia, Kriszana,
- Máramarossziget (Syhot Marmaroski) - północna Rumunia,

Stacja XIV:
- Munkács (Mukaczewo) - Ukraina, dawna Ruś Zakarpacka,
- Ungvár (Użhorod) - Ukraina, Ruś Zakarpacka,
- Eperjes (Preszów) - Słowacja, Szarysz.

Na szczycie góry Szár znajduje się pomnik z węgierską flagą narodową oraz, wybudowana w 1938, niewielka kapliczka z dachem w kształcie korony św. Stefana.
Co roku na górze spotykają się uczniowie i studenci z różnych stron Węgier oraz dawnych węgierskich miast, znajdujących się za granicą.
Z Sátoraljaújhely prowadzi na kalwarię zielony szlak turystyczny. Ze szczytu rozciąga się panorama Gór Tokajsko-Slańskich oraz okolicznych miejscowości na Węgrzech i na Słowacji.